# 백령층군
백령층군(白翎層群, Precambrian Baekryeong Gruop)은 대한민국 경기 육괴 인천광역시 옹진군 백령도 지역에 분포하는 선캄브리아기 원생누대 중원생대 스테노스기~신원생대 토노스기의 변성퇴적암 지층이다. 남포리층, 중화동층, 두무동층으로 구성되며 옹진 백령도 남포리 습곡구조, 옹진 백령도 두무진, 옹진 백령도 남포리 콩돌해안 등 다수의 지질유산이 분포한다. 

## 개요
임순복 외(1999)는 백령도에 분포하는 쇄설성 퇴적층을 백령층군이라 명명하고 하부로부터 니질암 우세대인 중화동층(350~400 m), 이암-실트암-사암 호층대의 장촌층(650~700 m)과 사암대인 두무진층(350~500 m)으로 구분하였다. 장촌층은  (담,황)회색 규암, 회색 세립질사암 내지 규암, (암)회색 이암 및 실트스톤이 교호하며 일부는 천매암질 사암이다. 두무진층은 사층리와 연흔이 발달하는 담회색~회백색 규암이며 풍화와 침식에 강해 옹진 백령도 두무진과 같은 절벽을 형성한다.
그러나 이후 백령도 지질도폭(2021) 발간을 위한 야외조사에서 소규모 노두의 이암-사암 호층대가 나타나는 경우 단위 암석의 실제 두께를 알 수 없어 장촌층 혹은 두무진층으로 구분하는 것이 애매한 경우가 많았다. 또한 임순복 외(1999)가 제시한 두무진층 내에 나타나는 두꺼운 아암층 및 이암-사암-실트암 호층은 중화동층 혹은 장촌층이 아니라 두무진층의 일부라고 결론 지어, 백령층군을 밑에서부터 남포리층, 중화동층 그리고 두무진층으로 재분류하고 분포지를 조정하였다.

## 지질시대
김명정 외(2016, 2021)는 옹진 백령도 두무진 지역의 두무진층과 옹진 백령도 남포리 습곡구조 지역의 장촌층(백령도 지질도폭의 남포리층) 내 사암의 저어콘에 대해 LA-MC-ICPMS U-Pb 연대측정을 실시하였다. 대부분의 저어콘 연령은 중원생대인 1100~1800 Ma 범위에 놓이며, 최고 연령은 2800 Ma, 최저 연령은 1048±11 Ma (206Pb/238U) 및 1040±36 Ma (207Pb/206Pb)의 연령을 보고하였다. 이는 북한 지역 장산곶에 분포하는 상원 누층군의 연령 분포와 비슷해 백령층군은 북한 지역 상원 누층군의 서측 연장부로 추정된다. 또한 쇄설성 저어콘들의 하프늄 동위원소 값은 이 시기 발생한 컬럼비아 초대륙의 분열과 관련된 지구조 및 화성 활동의 기록으로 해석된다. 따라서 백령층군은 중원생대 스테노스기~토노스기 퇴적암으로 해석된다.

## 지층

### 남포리층

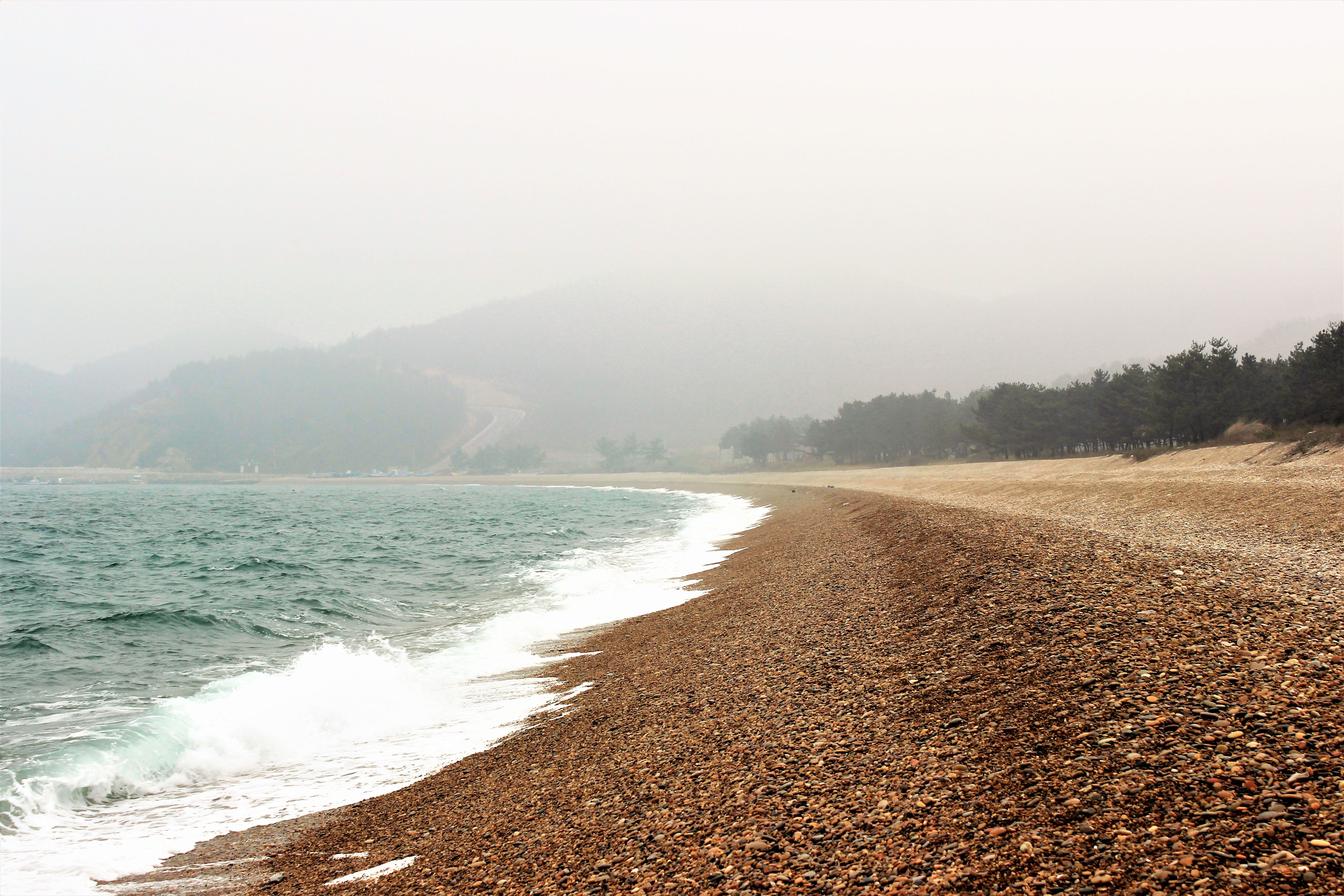
옹진 백령도 남포리 콩돌해안

남포리층은 백령층군의 최하부이며 백령도 동부 용기포항 일대 및 남동부인 백령면 남포리 일대에 분포한다. 남포리층은 중화동 포구에서 사곶을 거쳐 용기원산 앞으로 연장되는 충상단층인 화동 단층의 남동쪽에 분포하며 북동-남서 방향으로 발달한다. 남포리층 내에는 퇴적층 형성 이후의 변형 작용에 의한 습곡구조가 나타나는데, 특히 장촌포구 일대의 옹진 백령도 남포리 습곡구조는 천연기념물 제 507호로 지정되어 있다.
남포리층의 분포 구역은 기존의 임순복 외(1999)에서 '장촌층'과 '두무진층'으로 분류되었다. 하지만 백령도 지질도폭 조사에서 이 구역은 이암-실트암 교호대와 사암대가 반복적인 호층을 보이며 이들이 정합적인 관계를 보인다는 점과 중화동층 및 두무진층과의 경계가 충상단층이란 점을 근거로 백령도 지질도폭에서 새롭게 남포리층으로 정의하였다. 남포리층의 이암-실트암 교호대와 사암대는 각각 임순복 외(1999)가 정의한 '장촌층'과 '두무진층'의 분포와 유사하다.
남포리층은 이암-실트암 교호대와 사암대로 구분된다. 이암-실트암 교호대는 수 센티미터 두께의 암회색 이암과 회백색 실트암이 교호하고 가끔 사암이 렌즈상으로 협재된다. 사암대는 세립~조립질 사암이 수 센티미터~수십 미터에 이르는 다양한 두께로 나타나며 간혹 박층의 이암 내지는 실트암이 교호한다. 사암대 내에는 부분적으로 사층리와 연흔 등의 퇴적 구조가 뚜렷하게 나타난다.

### 옹진 백령도 남포리 습곡구조
옹진 백령도 남포리 습곡구조는 남포리층 내에 발달하는 습곡이며 대한민국의 천연기념물이다. 백령도 남포리 장촌해안의 단층 및 습곡구조는 장촌포구 서쪽 해안 약 300 m 지점인 용틀임바위 바로 건너편 해안절벽에 있으며, 그 규모는 높이 약 50 m, 길이 약 80 m 정도이다.
이 단층 및 습곡구조는 백령도 일대에 광범위하게 분포하는 선캠브리아기 백령층군의 장촌층이 동아시아 일대에 광범위하게 일어났던 고생대 말~중생대 초의 지각변동으로 형성되었다. 즉 지하 깊은 곳의 횡압력으로 변성 및 변형작용을 받아 습곡 및 단층이 이루어진 후, 지각이 풍화 및 침식되면서 서서히 융기되어 지금과 같은 지형을 이루고 있다.
이렇게 선명하게 드러난 큰 규모의 단층 및 습곡구조는 매우 드문 일로서, 이들에 대한 학술적 연구는 한반도의 지각 발달사를 규명하는데 매우 귀중한 자료를 제공할 뿐만 아니라, 그의 형성에 관한 지구과학적 현상과 역할은 학생들의 현장학습과 일반인들의 자연체험 및 관광지로서 중요한 역할을 할 것으로 기대된다.

### 중화동층
중화동층은 백령도 남서부 중화동 마을 일대에 분포하는 지층이다. 중화동층은 주로 이암과 이암-실트암의 교호대로 구성되고 층준에 따라 박층의 세립 내지 중립질 사암을 협재한다. 지층의 하한은 남포리층과 충상단층인 화동 단층으로 접하여 확인할 수 없고 상한은 수~수십 cm 두께의 사암이 협재하는 퇴적층이 나타나기 시작하는 층준 직전이다.
중화동층의 이암은 흑색 내지 암회색을 띠며 간혹 수 mm 두께의 회백색 실트암과 평행 엽층을 형성한다. 또한 부분적으로 습곡구조가 나타나며 세립~중립질 사암이 3 cm 두께의 박층으로 협재하고 간혹 렌즈상 층리를 보인다. 대체로 동-서 내지 서북서 주향에 북 내지 북북동 방향의 경사를 보인다.

### 두무진층
두무진층은 백령층군의 최상위 지층으로서 하부의 중화동층과 정합 관계이며, 옹진 백령도 두무진을 표식지로 하여 진촌리, 북포리, 연화리 일대에 분포한다. 지층의 하한은 중화동층에서 흑색의 이암(-실트암 교호대)의 비중이 감소하며 수십 cm 이상의 두께를 가지는 중립~조립질 사암이 나타나기 시작하는 층준이다. 두무진층은 주로 담회색~회백색의 사암으로 구성되며 사암에는 평행 층리, 사층리, 연흔이 잘 나타난다. 또한 부분적으로 박층의 암회색 이암이 두무진층 내에 협재되며 이암 내지 실트암과 사암의 교호대가 수십 센티미터 내지 수 미터 두께로 협재된다.
옹진 백령도 두무진 지역의 백령도 두무진층

### 고철질암
백령도에서는 소규모 고철질암이 백령도 중화동 서측 저수지 일대, 소갈동과 중화동 사이의 도로변, 장촌포구, 오군포구, 사항포포구와 고봉포구의 인근 해안 등지에서 발견되었다. 백령도 남서부 지점(북위 37° 55′ 35″ 동경 124° 38′ 33″ / 북위 37.92639°  동경 124.64242° )에서 중화동층을 관입하는 시료를 대상으로 LA-ICP-MS 저어콘 U-Pb 연대측정 결과는 949±11 Ma (신원생대 토노스기 초기)이다.

## 같이 보기
- 인천광역시의 지질
- 한국의 지질
- 옹진 백령도 남포리 습곡구조
- 옹진 백령도 두무진
- 옹진 백령도 남포리 콩돌해안
- 백령도